# Christoph Alexander Müller
Christoph Alexander Müller (* 7. Juni 1968 in Stuttgart) ist ein deutscher Wirtschaftswissenschaftler und Professor an der Universität St. Gallen.

## Leben
Er studierte Wirtschaftswissenschaften an der Universität Hohenheim (Abschluss Diplomökonom 1992) und promovierte 1995 an der Universität St. Gallen zum Dr. oec.; im Jahre 2000 folgte die Habilitation an derselben Universität.
Im Zeitraum von 1996 bis 2001 arbeitete Christoph A. Müller als Projekt- und Studienleiter des „Intensivstudiums für Führungskräfte in Klein- und Mittelunternehmen“ an der Universität St. Gallen (KMU-HSG). Von 2002 bis 2008 hatte er den Stiftungslehrstuhl „Unternehmensgründung und Unternehmertum (Entrepreneurship)“ an der Universität Hohenheim inne und leitete das dortige „Center of Entrepreneurship“.
Seit dem Jahre 2008 ist Müller Titularprofessor für Betriebswirtschaftslehre mit Schwerpunkt auf Klein- und Mittelunternehmen sowie Unternehmensgründung an der Universität St. Gallen. Gleichzeitig wurde er zum Executive Director des neu gegründeten Center for Entrepreneurial Excellence (CEE-HSG) an der Universität St. Gallen ernannt.
Das Center for Entrepreneurial Excellence (CEE-HSG) wurde im November 2008 als interdisziplinäres, institutsübergreifendes Zentrum an der Universität St. Gallen gegründet. Es bietet ein extracurriculares Ausbildungsprogramm in Entrepreneurship, Vortragsveranstaltungen und Gründerbegleitung an der Universität St. Gallen an. Zusätzlich führt es Gemeinschaftsprojekte mit Partnerhochschulen und Unternehmen zur Förderung von unternehmerischem Denken und Handeln durch.
Am 13. Mai 2011 hatte der Universitätsrat und der Senat der Universität Hohenheim Christoph Alexander Müller als neuen Rektor gewählt. Müller sollte zum am 1. Oktober sein Amt von Hans-Peter Liebig übernehmen, sagte allerdings am 7. September 2011 die Annahme der Stelle ab.
Seit 1. Januar 2013 ist Christoph Müller als Akademischer Co-Leiter der Henri B. Meier Unternehmerschule der Executive School of Management, Technology and Law der Universität St. Gallen tätig.

## Berufsstationen
- 1994–1995: Abteilungsassistent der Kulturwissenschaftlichen Abteilung der Universität St. Gallen
- 1995–1998: Leiter Erfahrungsaustauschgruppen: Bauunternehmer, Malermeister, Konfektion-Detailhändler, Apotheker; Seminarleiter St. Galler Management Seminar für Mittel und Kleinbetriebe, Betriebsvergleiche, Kennzahlenvergleiche, Beratungsprojekte, Marketing
- 1995–2001 Projektleiter Praxis und wissenschaftlicher Mitarbeiter am Schweizerischen Institut für gewerbliche Wirtschaft an der Universität St. Gallen
- 1997–2001 Nachwuchsdozent für Betriebswirtschaftslehre mit besonderer Berücksichtigung der KMU an der Universität St. Gallen
- 2002–2008: Leiter des „Center of Entrepreneurship“ (COE) an der Universität Hohenheim
- 2002–2008: Professur, Stiftungslehrstuhl Unternehmensgründung und Unternehmertum (Entrepreneurship) an der Universität Hohenheim
- Seit 2008: Titularprofessor für BWL, insbesondere KMU und Unternehmensgründungen an der Universität St. Gallen am Schweizerischen Institut für Klein- und Mittelunternehmen
- 2008–2011: Executive Director des neuen Center for Entrepreneurial Excellence, CEE-HSG
- Seit 2013: Akademischer Co-Leiter der Henri B. Meier Unternehmerschule der Universität St. Gallen
- Forschungsinteressen: Generell junge Unternehmen, insbesondere Gründungs- und Wachstumsphasen (Ideenfindung, Teambildung, Marketingkonzeption, Finanzierungsfragen, Innovationen, Kooperationen, Risikomanagement, Internationalisierung, Gründungsprozess) sowie Klein- und Mittelunternehmen (KMU) und Familienunternehmen, Rahmenbedingungen von Gründungen und KMU (Regulierung, Deregulierung, Entbürokratisierung, Bürokratiekostenmessung), Nachfolgeprozesse in KMU, HR-Themen, Unternehmerische Hochschulen.

## Engagements in Hohenheim
- 2002–2008: Erster Vorsitzender Start BW e.V.
- 2004–2006: Stellvertretender Vorsitzender des Prüfungsausschusses Wirtschafts- und Sozialwissenschaften sowie Mitglied des Prüfungsausschusses Journalistik
- SS 2004 – SS 2008: Schriftführer des Universitätsbundes Hohenheim e.V. (Ehemalige, Freunde und Förderer der Universität)
- WS 2006/07 – SS 2008: Vorstands Mitglied PUSH e.V. (Partnernetzwerk Unternehmensgründungen Stuttgarter Hochschulen)
- WS 2006/07–SS 2008: Dekan der Fakultät Wirtschafts- und Sozialwissenschaften

## Mandate (Auswahl)
- Seit 1999: Stv. Aufsichtsratsvorsitzender der Promerit AG, Frankfurt / Main, seit 2014: Aufsichtsratsvorsitzender der Promerit Holding AG
- 2003–2006: Verwaltungsrat der Virtuell Bau Holding AG, St. Gallen, seit 2006: Verwaltungsratspräsident
- Seit 2008: Aufsichtsratsmitglied / stv. Aufsichtsratsvorsitzender der ec4u AG, Karlsruhe

## Wichtige Publikationen
- Christoph A. Müller: Strategische Führung europäischer mittelständischer Unternehmen am Beispiel der Werkzeugmaschinenbranche. Dissertation, Bern [u. a.] 1995
- Christoph A. Müller: Administrative Belastung von KMU im interkantonalen und internationalen Vergleich, Studienreihe Strukturberichterstattung des Bundesamtes für Wirtschaft und Arbeit. Bern 1998
- Christoph Müller und Oliver Wirth: Investitions- und Finanzierungsstrategien für Golfclubs in der Gründungs-, Etablierungs- und Erlebnisphase. St. Gallen 1999
- Christoph Müller: KMU und Wirtschaftsförderung: Ergebnisse einer explorativen Studie. St. Gallen, 7 1999
- Christoph Müller und Hubertus Schmid: KMU-Verträglichkeit staatlicher Regulierung: Ziele – Prozesse – Methoden, ein Beitrag aus ökonomischer und rechtlicher Sicht. St. Gallen 2001
- Christoph Müller, Oliver Wirth, Tobias Kamm und Kai Anderson: Studienbericht: Umsetzungsstand von Wissensmanagement in Unternehmen. Reihe: Hohenheimer Beiträge zur Entrepreneurshipforschung und -praxis Nr. 1, Stuttgart 2002
- Christoph Müller: (De-)Regulierung und Unternehmertum. Habilitation, St. Gallen 2003
- Christoph Müller, Christina Nahr-Ettl und Daniel Rottweiler: Studienbericht: Markenaufbau und Markenführung in KMU und Start Ups. Reihe: Hohenheimer Beiträge zur Entrepreneurshipforschung und -praxis Nr. 5, Stuttgart 2003
- Klaus Herdzina, Christoph Müller und Lothar Vollmer (Hrsg.): Die deutsche Transportbetonindustrie; eine betriebswirtschaftliche, volkswirtschaftliche und kartellrechtliche Untersuchung. Duisburg 2004; darin: Christoph Müller, Christina Nahr-Ettl und Jasminka Tot: Betriebswirtschaftliche Analyse.
- Ingrid Katz, Birgit Blättel-Mink und Christoph Müller: Frauen, Gründung, Förderung. Transfer zwischen Wissenschaft und Praxis. Tagungsband, Reihe: Hohenheimer Beiträge zur Entrepreneurshipforschung- und praxis, Nr. 11, 2005
- Christoph Müller, Harald Tomaselli und Dirk Freiland: Dienstleistungsansätze bei Unternehmenstransaktionen und Unternehmensfinanzierungen im Mittelstand am Beispiel Baden-Württemberg. Stuttgart 2006
- Christoph Müller, Frank Mühlenbeck, Lars Dreesmann, Markus Werner und Ralf Otto: Einführung in die kommerzielle Biotechnologie. 2. Auflage (bzw. 4. Auflage seit Beginn), Stuttgart und Berlin 2006
- Romy Voss und Christoph Müller: The German innovation system. Conditions for High-Tech start-ups / Study Report – Incubating Platform: The Research for Startups in Germany. Part 1. Studie für das ‘National Institute of Advanced Industrial Science and Technology (AIST)’, Tokio / Japan. Stuttgart 2006
- Romy Voss und Christoph Müller: High-Tech start-ups – Case studies from Germany. Part 2: Studie für das ‘National Institute of Advanced Industrial Science and Technology (AIST)’, Tokio / Japan. Stuttgart 2006
- Müller Christoph: Entbürokratisierung. Konzeption und Durchführung eines KMU Verträglichkeitstests. Arbeitspapier, Stuttgart
- Urs Fueglistaller, Christoph Müller und Thierry Volery: Entrepreneurship: Modelle – Umsetzung – Perspektiven, mit Fallbeispielen aus Deutschland, Österreich und der Schweiz. 2. Auflage, Wiesbaden 2008
- André Nijsen, Roy Thurik, Christoph Müller und Cees van Paridon (Hrsg.): Improving quality of business regulations. A focus on enterprises. Springer, New York 2008